# Eruzione del Vesuvio del 1944
L'eruzione del Vesuvio del 1944 è l'ultima sinora registrata per il vulcano campano; è avvenuta nel corso della seconda guerra mondiale.

## L'evento eruttivo

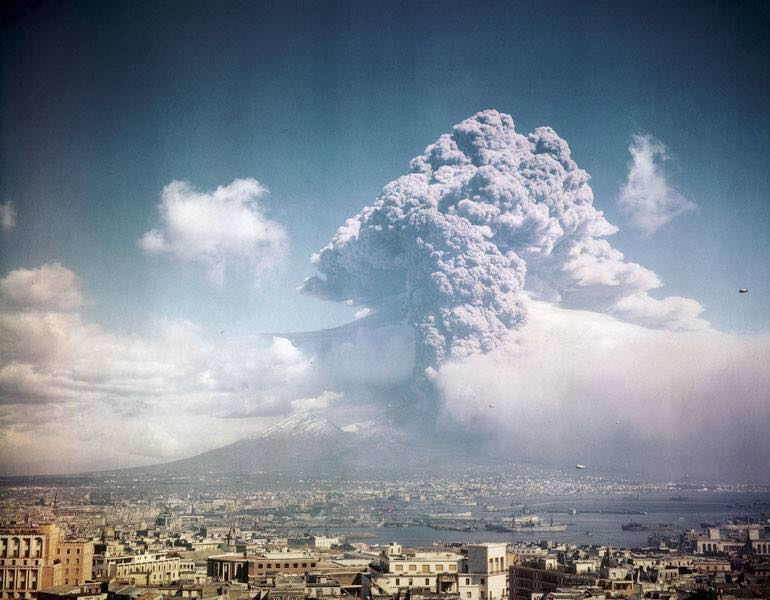
L'eruzione del 1944

Alcune persone osservano l'eruzione del Vesuvio da villa Lucia

Foto aerea dell'eruzione del Vesuvio del 1944

Il 6 gennaio 1944 una frattura avvenuta sul fianco del conetto del vulcano determina un aumento del flusso di lava in uscita. Ne scaturisce una colata che, dopo aver invaso in meno di un'ora il settore ovest del cratere, si riversa all'esterno spingendosi per oltre 100 metri a valle. La fuoriuscita lavica continua verso l'esterno fino al 26 gennaio, mentre verso l'interno del conetto fino al 23 febbraio, giorno nel quale l'attività effusiva cessa del tutto.
Ancora un altro crollo delle pareti del conetto avvenuto il 13 marzo 1944 determina la resa dell'attività del vulcano attraverso deboli lanci di scorie, la cui frequenza e copiosità aumenta nei tre giorni successivi. Nella notte tra il 17 e il 18 marzo, con importante crollo di una parte del conetto, cessa nuovamente ogni attività.
L'eruzione vera e propria, comunque, l'ultima del Vesuvio fino a oggi, inizia proprio nel pomeriggio del 18 marzo 1944. L'attività iniziò anche questa volta con forti colate laviche che giunsero fino a Cercola, dopo aver invaso e parzialmente distrutto gli abitati di Massa di Somma e di San Sebastiano, uno dei comuni più colpiti dall'evento.
Il 22 marzo mutò lo stile eruttivo del Vesuvio. Raggiunta la nube eruttiva un'altezza di 6 km, ai lati del cono si formarono valanghe di detriti caldi e piccoli flussi piroclastici. L'intera giornata fu accompagnata inoltre da un'intensa attività sismica fino al mattino del 23 marzo, giorno in cui l'attività eruttiva si ridusse alla sola emissione di cenere.
Il 24 marzo l'attività eruttiva andò scemando, con le esplosioni che si ridussero gradualmente fino a scomparire il giorno 29, e con la persistenza delle sole nubi di polvere che fuoriuscivano dal cratere e che nel pomeriggio sparirono del tutto.
Nell'area interessata le vittime furono 26, a causa dei crolli dei tetti delle abitazioni, provocati dalla ricaduta delle ceneri. I paesi più danneggiati dai depositi piroclastici da caduta furono Terzigno, Pompei, Scafati, Angri, Nocera Inferiore,  Nocera Superiore, Pagani, Poggiomarino e Cava; mentre gli abitanti di San Sebastiano al Vesuvio, Massa di Somma e Cercola, furono costretti all'evacuazione. La città di Napoli, invece, fu favorita dalla direzione dei venti che allontanarono dalla città la nuvola di cenere e lapilli.
L'eruzione del 1944 è a oggi l'ultima del Vesuvio e segna la transizione del vulcano da stato di attività a stato di quiescenza (riposo).

## Gli anni della guerra

Lava a Massa di Somma. Al centro è riconoscibile la chiesa di Santa Maria Assunta in Cielo

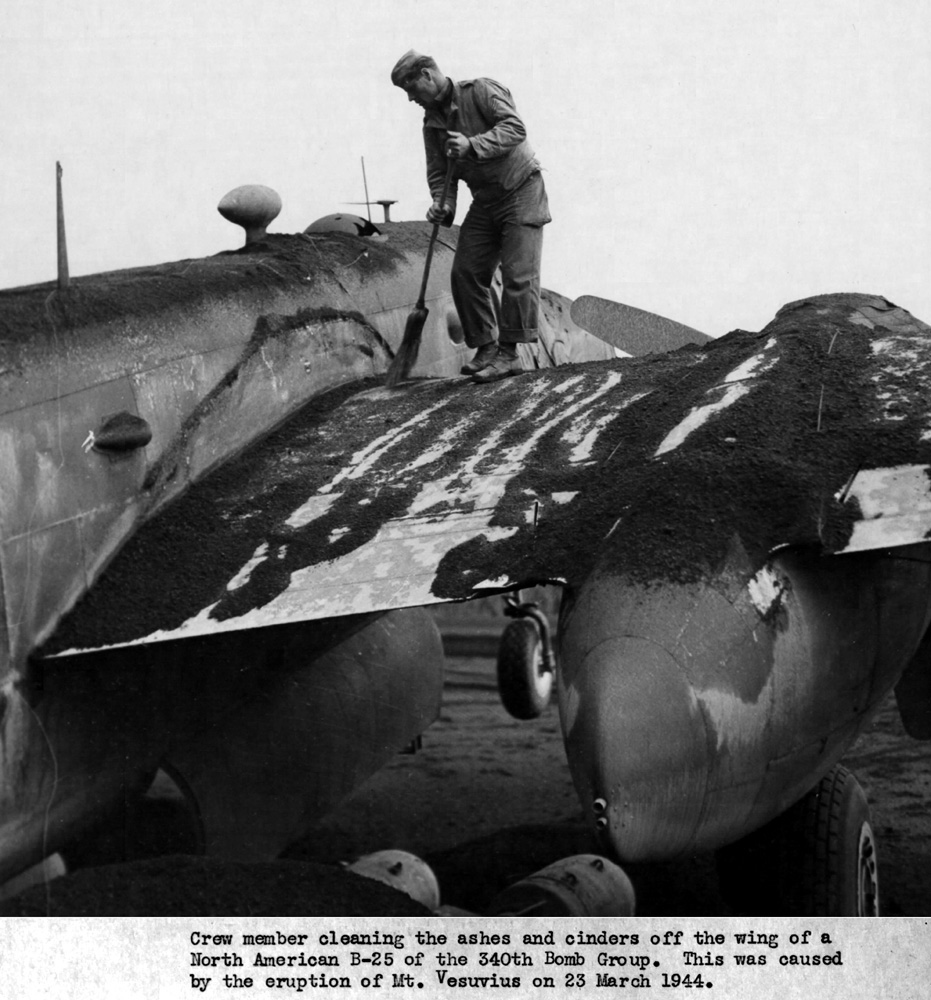
Un aereo americano ricoperto dalle ceneri emesse dal Vesuvio

L'eruzione del 1944 avvenne durante la seconda guerra mondiale, in piena campagna d'Italia. L'eruzione apportò danni non solo alle abitazioni civili dei comuni circostanti, ma anche alle strutture militari statunitensi e britanniche, ancora presenti nel napoletano dopo la liberazione dall'occupazione delle forze della Wehrmacht. Grazie alla presenza degli operatori stranieri in città per documentare la guerra, quella del 1944 è l'unica eruzione del Vesuvio documentata con immagini video riprese in tempo reale. Inoltre, numerose sono le testimonianze dei militari o dei reporter americani che descrissero l'attività eruttiva.
Norman Lewis, agente dei servizi segreti inglesi disse:
Su tutte le statue che affrontavano la lava dominava in tutti i sensi, per dimensioni, per numero di persone che reggevano la piattaforma, quella dello stesso San Sebastiano.»
Dana Craig, attendente del 486º squadrone di soccorso americano scrisse sul suo diario: 
Altri operatori dell'epoca dimostrano come i credenti mostrarono al vulcano la statua di San Gennaro affinché il santo fermasse l'attività eruttiva.

## L'eruzione in televisione
L'eruzione del 1944 è stata l'argomento di un documentario realizzato da The History Channel dal titolo Vesuvio: la furia di un vulcano. Attraverso immagini d'epoca e interviste sono stati mostrati gli effetti dell'eruzione nei comuni di San Sebastiano al Vesuvio e Nocera Inferiore.